# Николаев, Сергей Львович
Серге́й Льво́вич Никола́ев (род. 25 декабря 1954, Новосибирск) — российский лингвист, специалист в области сравнительно-исторического языкознания, славянской акцентологии и диалектологии. Автор ряда книг и статей по индоевропеистике, акцентологии, славянской диалектологии. Представитель Московской школы компаративистики.

## Биография
Окончил филологический факультет Калининского государственного университета.
В 1986 году защитил кандидатскую диссертацию «Балто-славянская акцентуационная система и её индоевропейские истоки», с того же года работает в Институте славяноведения и балканистики, ныне возглавляет Группу славянского глоттогенеза. С 1987 года является руководителем регулярных диалектологических экспедиций в области восточнославянских говоров.
В 1992 году по совокупности работ защитил докторскую диссертацию в форме научного доклада «Сравнительно-историческая акцентология и лингвогенез славян» (официальные оппоненты Л. Г. Герценберг, О. Н. Мароховская, Т. М. Николаева).

## Научная деятельность
Является специалистом по славянскому и индоевропейскому сравнительно-историческому языкознанию. Сфера занятий охватывает славянскую, балто-славянскую и индоевропейскую историческую акцентологию, сравнительную грамматику северокавказских языков, гипотетическую сино-кавказскую макросемью языков, гипотетическую америндскую макросемью.
Лингвогеографию и историческую диалектологию славянских языков Николаев связывает с проблемами этногенеза славян. В восточнославянской диалектологии он установил ряд древнейших (позднепраславянских) диалектных изоглосс. Реконструкция размещения этих изоглосс на территории древнейшего славянского расселения показала их связь с археологическими ареалами крупных праславянских племенных объединений.
В результате организованных им полевых исследований восточнославянских говоров в Институте собрана восточнославянская фонотека и архив диалектных записей.
Экспериментальное исследование фонетики и просодии восточнославянских диалектных систем с помощью компьютерной программы позволило Николаеву обнаружить ряд новых и малоизученных явлений в современных восточнославянских говорах.
Николаевым опубликовано и подготовлено к печати более 80 работ. Является автором этимологического словаря северокавказских языков (совместно с С. А. Старостиным), одним из авторов серии «Основы славянской акцентологии», участником международных интернет-проектов «Эволюция языка» и «Вавилонская башня» (этимологические базы данных; им создана сравнительная база данных по индоевропейским языкам, на которой основан проект нового индоевропейского словаря, базы данных по финно-угорским и америндским языкам).
На протяжении более 20 лет является руководителем и организатором комплексных лингвистических экспедиций на территории распространения восточнославянских говоров (Карпаты, русский Северо-Запад, Белоруссия, Полесье) и архаических староштокавских говоров сербохорватского языка (Славония, совместно с хорватскими коллегами), автором специальных полевых программ по восточнославянской исторической диалектологии.
Участвовал в четырёх Международных съездах славистов, ряде международных и российских конференций, в течение 10 лет читал курс и вёл семинар «Историческая лингвогеография восточнославянских языков» на филологическом факультете МГУ.
Трижды выдвигался кандидатом в члены-корреспонденты РАН (в 2003 и 2016 годах — Институтом славяноведения РАН, в 2006 году — персонально В. А. Дыбо). В 2004 году стал лауреатом премии Sigma Xi, The Scientific Research Society (Монреаль, Канада). Член редколлегии международного славистического журнала «Slověne = Словѣне»
В 2014 году после расстановки ударений подтвердил (с существенной трансформацией и многими уточнениями) идею А. Ю. Чернова о синкретической полиритмии «Слова о полку Игореве».
В 2020 году вышла монография Николаева «„Слово о полку Игореве“: реконструкция стихотворного текста», удостоенная академической премии имени А. С. Пушкина (2022).
На основе летописных варяжских имён Николаев предположил существование самостоятельного диалекта скандинавов, живших в Древней Руси, названного учёным континентальным северогерманским языком.

## Вклад в изучение бабочек
В 1964—1966 годах начал заниматься лепидоптерологией. В 1968 году впервые обнаружил на Алтае значительную популяцию Polyommatus damone. В 1970 году в Туве обнаружил представителей двух новых таксонов сатирид рода Oeneis (описанных Ю. П. Коршуновым как Oeneis judini и O. shurmaki). В течение 1980—1985 годов в Тверской области собрал большую коллекцию чешуекрылых, ныне находящуюся в Сибирском зоомузее. Описал новый таксон Erebia zaitsevi. Совместно с Ю. П. Коршуновым написал статьи, посвящённые северноазиатским Oeneis и Erebia (в последнюю статью включено E. polonina).

## Общественная позиция
В феврале 2022 подписал открытое письмо российских учёных и научных журналистов с осуждением вторжения России на Украину и призывом вывести российские войска с украинской территории.

## Литературное творчество
В 1990 году в журнале «Даугава» была опубликована подборка абсурдистских стихотворений Сергея Николаева под заголовком «Из цикла „Всюду жизнь“». По сведениям лингвиста Алексея Касьяна, это были лирические отступления из несохранившейся поэмы «Фашистский туалет».

## Основные работы
Работы в соавторстве
- Дыбо В. А., Замятина Г. И., Николаев С. Л. Основы славянской акцентологии Архивная копия от 14 июля 2015 на Wayback Machine. Институт славяноведения и балканистики АН СССР; Отв. ред. Р. В. Булатова. М.: Наука, 1990.
- Дыбо В. А., Замятина Г. И., Николаев С. Л. Основы славянской акцентологии. Словарь. М.: Наука, 1993. Т. I. Вып. 1.
- Севернокавказский этимологический словарь (совм. с С. А. Старостиным): A Comparative Dictionary of North Caucasian Languages. Moscow, 1994 (Предисловие (недоступная ссылка)).
- Николаев С. Л., Толстая М. Н. Словарь карпатоукраинского торуньского говора с грамматическим очерком и образцами текстов. М., 2001.

Статьи
- Греческая протеза и балто-славянский акут // Балканы в контексте Средиземноморья. Проблемы реконструкции языка и культуры. М., 1986.
- К названию бога-громовержца в индоевропейских языках // Балто-славянские исследования 1986. М., 1987. (Соавт.: А. Б. Страхов.)
- Следы особенностей восточнославянских племенных диалектов в современных великорусских говорах. 1. Кривичи Архивная копия от 21 апреля 2016 на Wayback Machine // Балто-славянские исследования 1986. М., 1988.
- Следы особенностей восточнославянских племенных диалектов в современных великорусских говорах. 1. Кривичи (окончание) Архивная копия от 21 апреля 2016 на Wayback Machine // Балто-славянские исследования 1987. М., 1989.
- Проблемы акцентологических диалектизмов в праславянском Архивная копия от 29 сентября 2017 на Wayback Machine // Славянское языкознание. Х Международный съезд славистов. София, сентябрь 1988 г. Доклады советской делегации. М., 1988. (Соавт.: Р. В. Булатова, В. А. Дыбо.)
- Отражение праславянских *о и *ъ в одной из северновеликорусских диалектных систем // Историческое развитие и методы его изучения. Ч. 2. Свердловск, 1988.
- Балто-славянская акцентуационная система и её индоевропейские истоки // Историческая акцентология и сравнительно-исторический метод. М., «Наука», 1989. С. 46-109.
- К проблеме раннеславянского диалектного членения // Лингвистическая реконструкция и древнейшая история Востока. Ч. 2. М., 1989. (Соавт.: В. А. Дыбо.)
- Раннее диалектное членение и внешние связи восточнославянских диалектов Архивная копия от 5 марта 2016 на Wayback Machine // Вопросы языкознания, 1994, № 3.
- Histoire d’O Архивная копия от 21 апреля 2016 на Wayback Machine // Русистика. Славистика. Индоевропеистика. Сборник статей к 60-летию А. А. Зализняка. М., 1996.
- Новые данные о фонетике русских говоров. Рефлексы *u, *ǫ Архивная копия от 21 апреля 2016 на Wayback Machine // Русские диалекты. История и современность. (Серия «Вопросы русского языкознания»). Вып. 7. М., 1997.
- Новые данные и материалы по балто-славянской акцентологии // Проблемы славянского языкознания. Три доклада к XII Международному съезду славистов. М., 1998, с. 5—70. (Соавт.: В. А. Дыбо.).
- Восточнославянский континуум с точки зрения исторической лингвогеографии // Международная конференция «Проблемы сравнительно-исторического языкознания в сопряжении с лингвистическим наследием Ф. Ф. Фортунатова». 27-29 января 1998 г. Тезисы докладов. М., 1998.
- Рефлексы праславянских тонов в восточнославянских языках // Балто-славянские исследования 1998—1999. М., 2000, с. 83-113.
- Из исторической фонетики и просодии северо-западных говоров Архивная копия от 29 сентября 2017 на Wayback Machine // Вопросы русского языкознания. Вып. IX. Диалектная фонетика русского языка в диахронном и синхронном аспектах. М., 2001. С. 86-121.
- Некоторые результаты инструментального изучения фонетики и просодии восточнославянских говоров Архивная копия от 21 апреля 2016 на Wayback Machine // Исследования по славянской диалектологии. Вып. 8. Восточнославянская диалектология, лингвогеография и славянский контекст. Институт славяноведения РАН. М., 2002.
- Новые данные о фонетике и просодии восточнославянских говоров Архивная копия от 21 апреля 2016 на Wayback Machine // Славянское языкознание: XIII Международный съезд славистов (Любляна, 2003 г.): Доклады российской делегации. М., 2003.
- Рефлексы *s (*z), *š (ž) и *sj (*zj) в псковских говорах и в двух псковских рукописях XV—XVI вв. Архивная копия от 2 января 2014 на Wayback Machine // Исследования по славянской диалектологии. Вып. 6. Славянская диалектология и история языка. М., 2005.
- Карпатоукраинско-паннонская изоглосса Архивная копия от 2 января 2014 на Wayback Machine // Славяноведение, 2005, № 4.
- Домашний скот в обычаях восточных славян. II (из диалектных записей Селижаровского р-на Тверской обл.) Архивная копия от 6 мая 2017 на Wayback Machine // Исследования по славянской диалектологии. Вып. 13. Славянские диалекты в ситуации языкового контакта (в прошлом и настоящем). М., 2008. (Соавт.: М. Н. Толстая.)
- Количественная оппозиция гласных в 1-м предударном слоге в а-основах в тверском говоре д. Гниловка Архивная копия от 4 марта 2016 на Wayback Machine // Исследования по славянской диалектологии. Вып. 14. Фонетический аспект изучения славянских диалектов. М., 2009.
- Материалы по фонетике западнорусских говоров. Рефлексы праславянских корневых гласных Архивная копия от 6 мая 2017 на Wayback Machine // Исследования по славянской диалектологии. Вып. 14. Фонетический аспект изучения славянских диалектов. М., 2009. (Соавт.: М. Н. Толстая.)
- Заметки о правостороннем дрейфе праславянского ударения в карпато-балканском ареале Архивная копия от 29 сентября 2017 на Wayback Machine // Современная славистика и научное наследие С. Б. Бернштейна. Тезисы междунар. науч. конф. … 15-17 марта 2011 г. М., 2011. С. 86-88.
- Следы особенностей восточнославянских племенных диалектов в современных великорусских говорах. Верхневолжские (тверские) кривичи Архивная копия от 19 августа 2019 на Wayback Machine // Славяноведение. 2011, № 6. С. 3-19.
- Восточнославянские рефлексы акцентной парадигмы d и индоевропейские соответствия славянским акцентным типам существительных мужского рода с о- и u-основами Архивная копия от 29 сентября 2017 на Wayback Machine // Карпато-балканский диалектный ландшафт: Язык и культура. 2009—2011. Вып. 2. М., 2012. С. 32-189.
- Семь ответов на варяжский вопрос // Повесть временных лет. СПб., 2012. С. 398—429.
- Вокализм полесских говоров в праславянской перспективе. М., 2013. (Соавт.: А. В. Тер-Аванесова, М. Н. Толстая.)
- Полесско-восточнорусские фонетические изоглоссы позднепраславянского происхождения Архивная копия от 29 сентября 2017 на Wayback Machine // Діалекти в синхронії та діахронії: загальнослов’янський контекст. Тези доповідей міжнародної конференції. Iн-т укр. мови НАН України. Київ: КММ, 2014. С. 365—370.
- Sergei L. Nikolaev. Toward the reconstruction of Proto-Algonquian-Wakashan. Part 1: Proof of the Algonquian-Wakashan relationship. Journal of Language Relationship. 13/1. Moscow, 2015. Pp. 23‒61.
- Sergei L. Nikolaev. Toward the reconstruction of Proto-Algonquian-Wakashan. Part 2: Algonquian-Wakashan sound correspondences Архивная копия от 15 февраля 2020 на Wayback Machine (К реконструкции алгонкино-вакашского  праязыка. Ч. 2: Алгонкино-вакашские звуковые соответствия) // Institute of Slavic studies of the Russian Academy of Sciences (Moscow/Novosibirsk), 2015.
- К этимологии и сравнительно-исторической фонетике имён северогерманского (скандинавского) происхождения в «Повести временных лет» Архивная копия от 6 мая 2020 на Wayback Machine // Вопросы ономастики. 2017. Т. 14. № 2. С. 7—54.